# Schecke (Pferd)

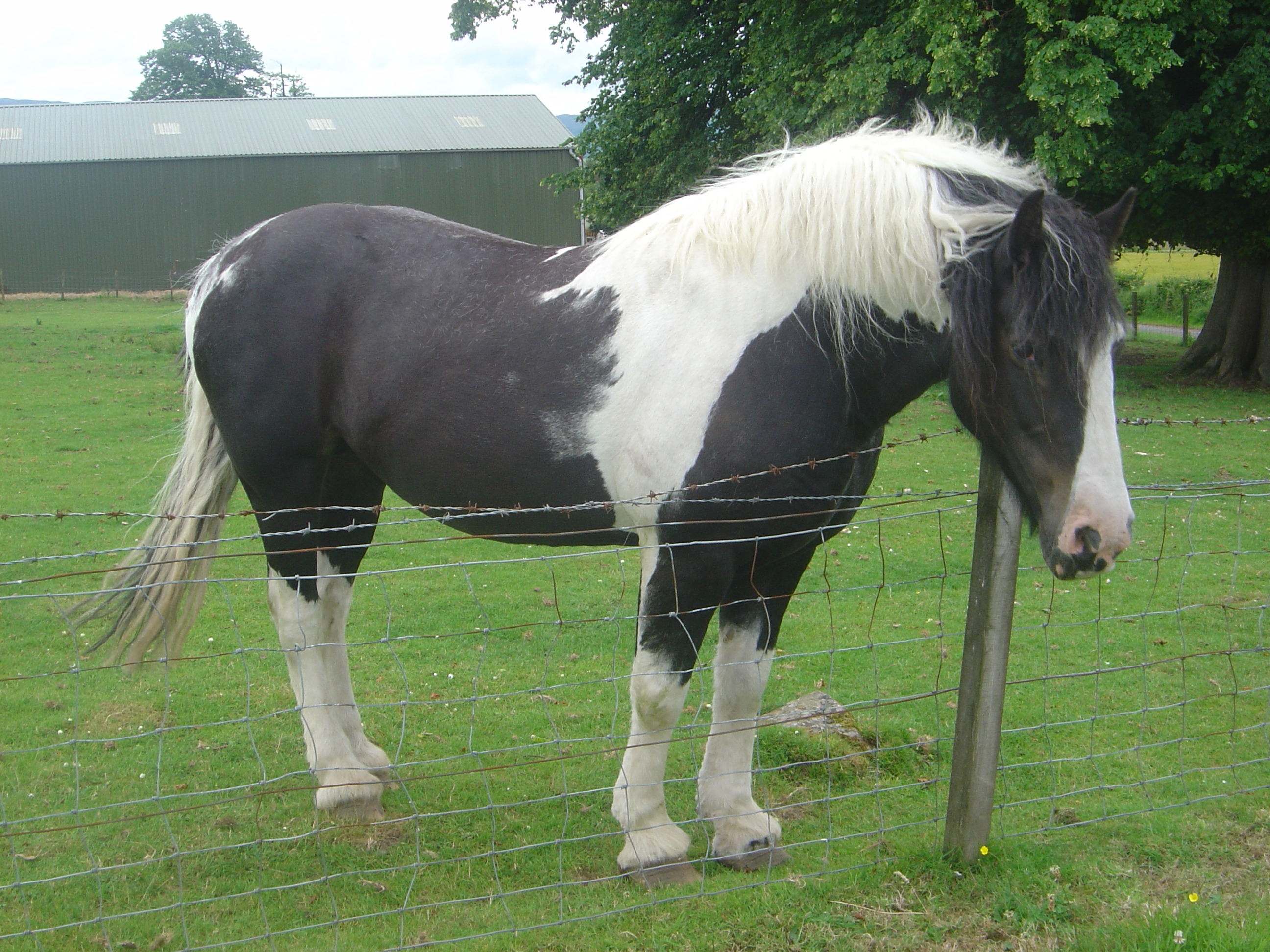
Plattenschecke, Tobiano-Rappschecke

Eine Schecke oder ein Schecke ist ein Pferd, dessen Fell angeborene weiße Flecken aufweist, die über das Maß normaler Abzeichen hinausgehen.
Während in unserer Zeit bei den meisten Pferderassen Schecken unerwünscht sind und nicht zur Zucht zugelassen werden, waren Schecken früher zeitweise sehr beliebt. So gibt es das Gemälde Bonaparte beim Überschreiten der Alpen am Großen Sankt Bernhard in mehrere Versionen. Einmal sitzt Napoleon auf einem Schimmel, einmal auf einem Schecken.
Bei Tigerschecken bilden sich durch dasselbe Gen eine Reihe verschiedener Scheckmuster aus, bei denen kleine runde dunkle Punkte auf weißem Grund oder kleine runde weiße Punkte auf dunklem Grund vorkommen.
Die restlichen Scheckungen werden als Plattenschecken zusammengefasst, die in Tobiano und Overo unterteilt werden. Es gibt drei bekannte Typen von Overos: Der Lethal White Overo, der Splashed White Overo und der Sabino Overo, wobei die Sabinoscheckung von mehreren Genen hervorgerufen wird.

## Entstehung von Scheckungen
Scheckzeichnungen gehen gewöhnlich auf Leuzismus zurück, das trifft auch auf die verschiedenen Plattenscheckmuster des Pferdes zu. Das heißt, während der Embryonalentwicklungen wandern zu wenige Melanoblasten aus der Neuralleiste aus oder diese Auswanderung geschieht zu spät. Aus den Melanoblasten entstehen später die Farbstoff bildenden Zellen (Melanozyten), die auch für die Fellfarbe verantwortlich sind.

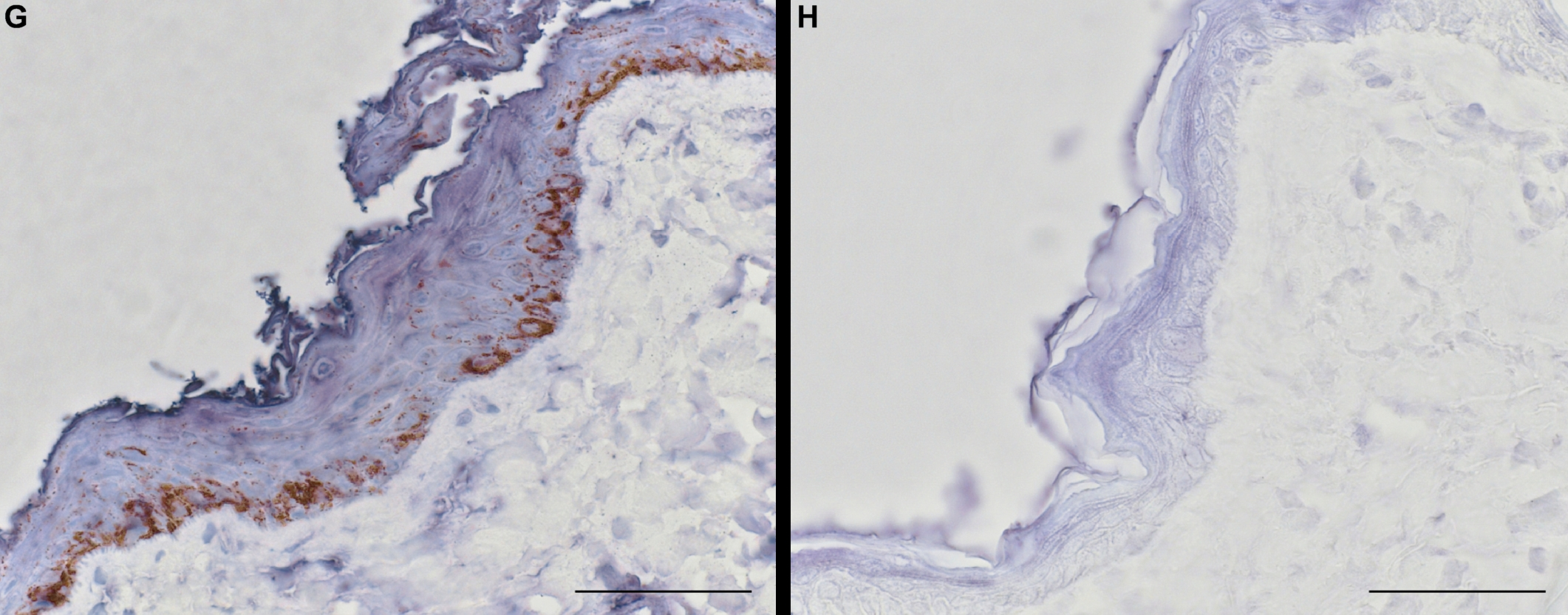
Schnitt durch die Haut. G bei einem farbigen Pferd H bei einem dominant weißem Pferd
Die braunen Flecken sind das durch die Melanozyten hergestellte Melanin. Die blaue Farbe entsteht durch einen c-Kit-Antikörper und zeigt an, wo KIT exprimiert wird. Deshalb ist bei dem dominant weißem Pferd wesentlich weniger blau zu sehen als bei dem farbigen Tier. Dasselbe Bild würde sich an den weißen Hautarealen aller durch Kit-Mutationen hervorgerufenen Scheckungen zeigen.

Ein Hautbezirk kann unterschiedlich von Leuzismus betroffen sein. Wenn dort überhaupt keine Melanozyten vorhanden sind, ist die Haut rosa, und Haare, die dort wachsen, sind weiß. Sind in einem Hautareal zu wenige Melanozyten vorhanden, entsteht ein zufälliges Muster aus weißen und farbigen Haaren. Das Pferd hat dort also weiße Stichelhaare. An den Hautarealen, die durch die Melanozyten in ausreichender Zahl erreicht wurden, hat das Fell diejenige Farbe, die es hätte, wenn kein Scheck-Gen vorhanden wäre.
Je nach Scheck-Gen sind unterschiedliche Fellareale für weiße Flecken prädestiniert. Da es sich bei Scheckungen jedoch nicht um einen sorgfältig gesteuerten Vorgang handelt, sondern um eine Störung, ist die Lage und das Ausmaß der Flecken in erheblichem Maß zufällig.
Jedes Scheckmuster ist auf jeder Grundfarbe möglich, es gibt also Rappschecken, Fuchsschecken, Braunschecken und Falbschecken. Außerdem gibt es Porzellanschecken, das sind Schimmel mit einer Scheckzeichnung. Als neugeborene Fohlen sind sie gescheckt und während ihr Fell im Laufe des Lebens weiß wird, bleibt die Haut schwarz und rosa gescheckt. Diese Scheckung schimmert durch das weiße Fell hindurch, wodurch der porzellanartige Eindruck entsteht. Wenn die Farbe Weißisabelle mit Scheckung kombiniert ist, ist die Scheckung fast unsichtbar.

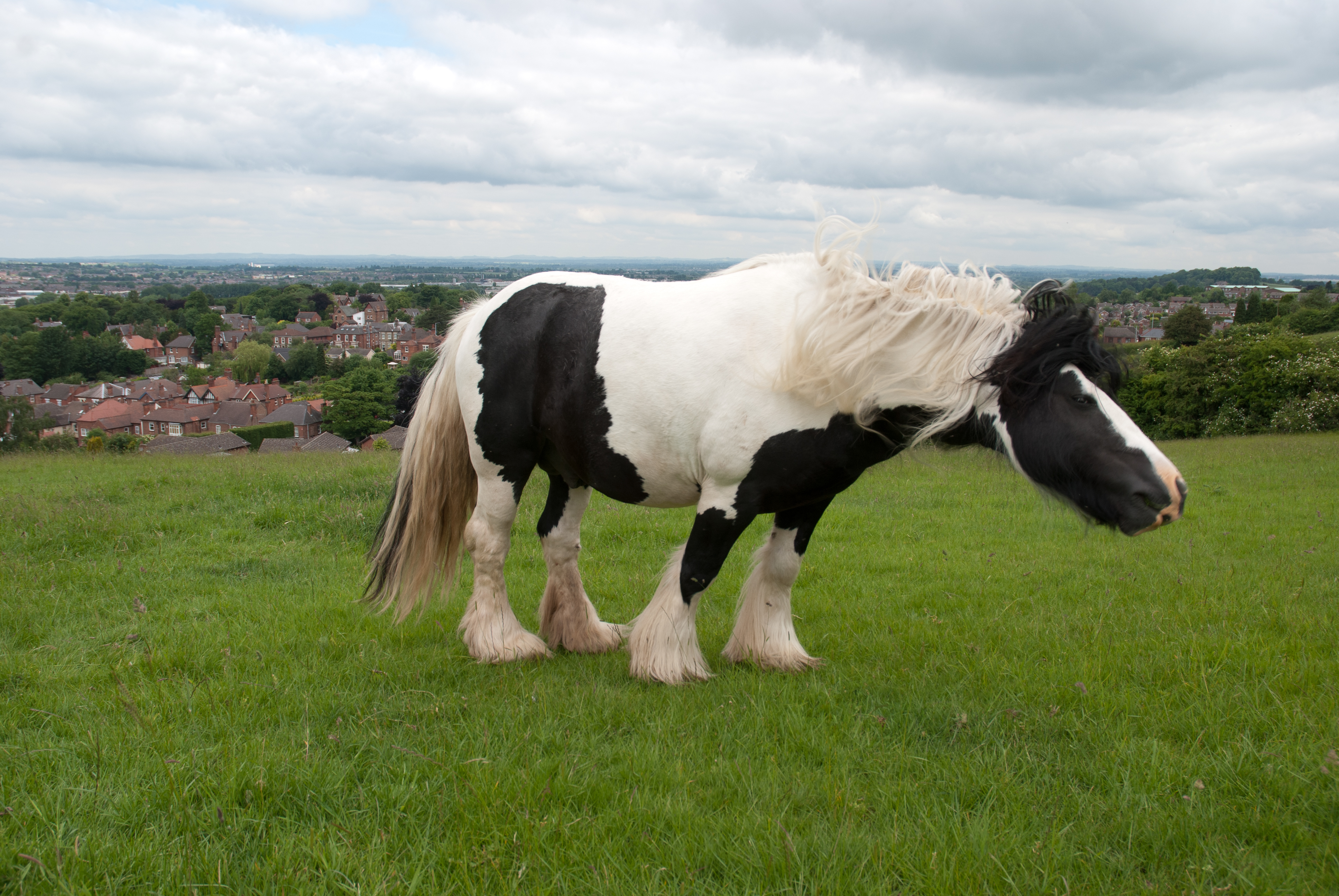
Rappe mit Tobianoscheckung
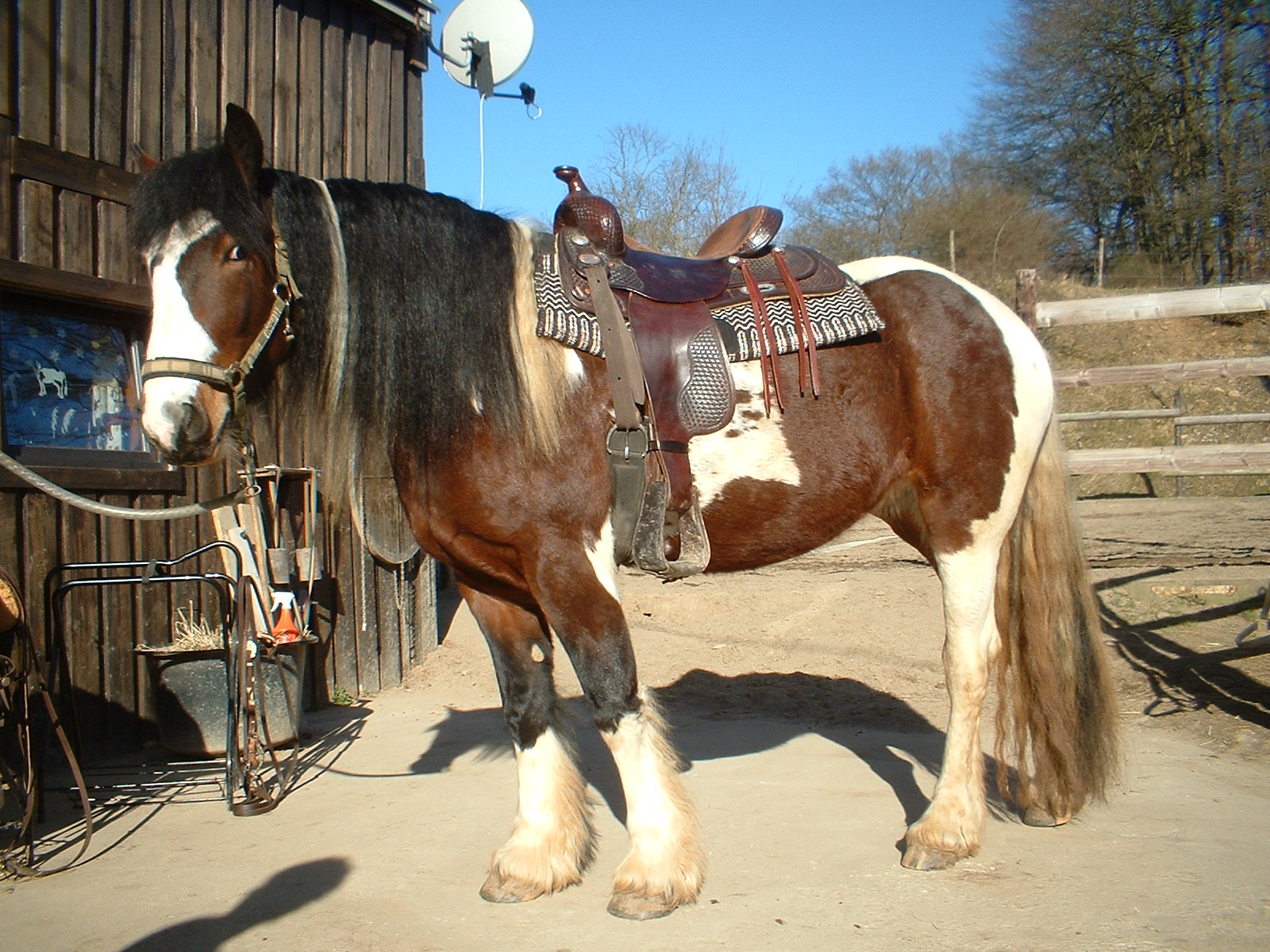
Brauner mit Tobianoscheckung
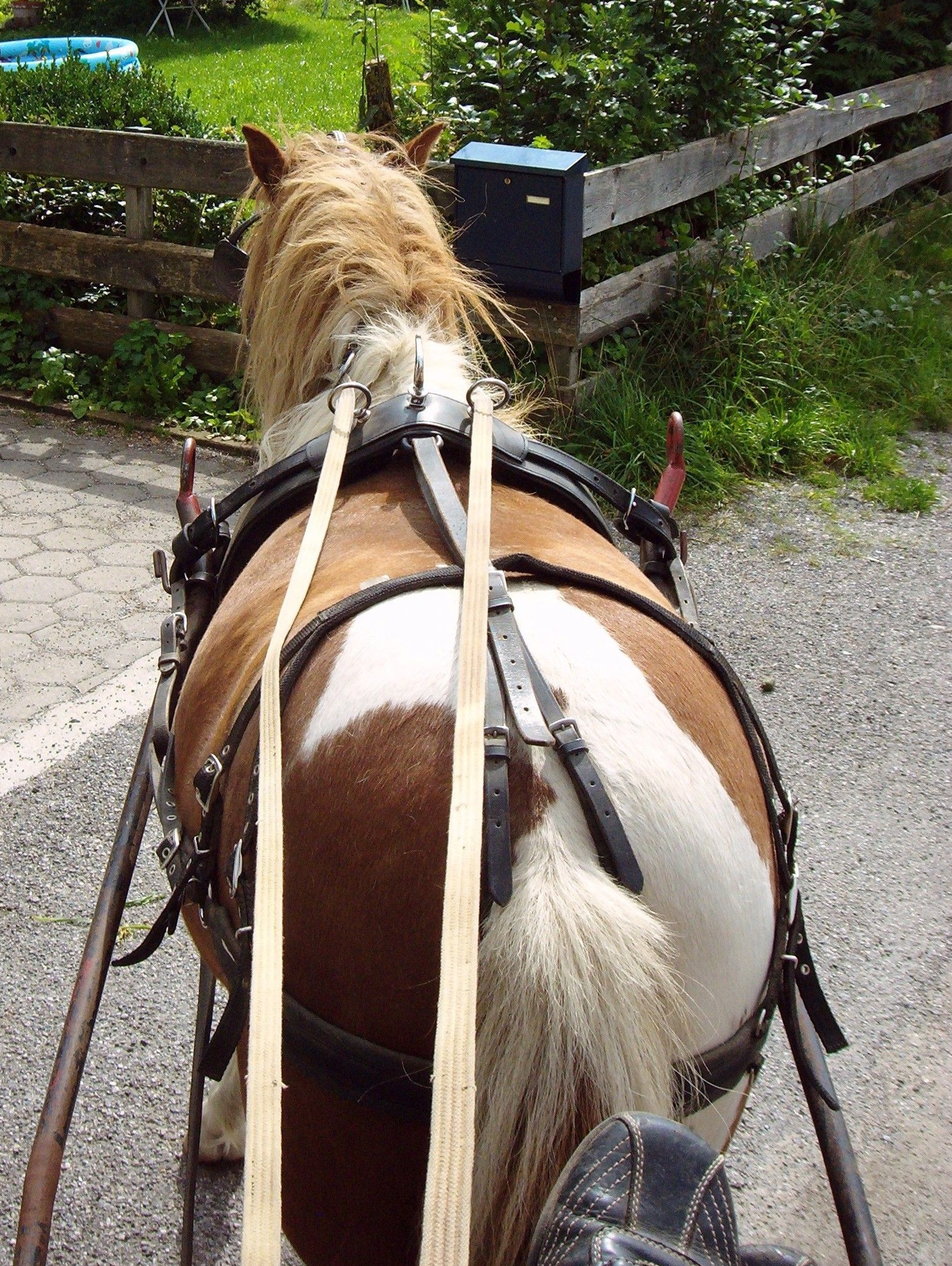
Fuchs mit Tobianoscheckung
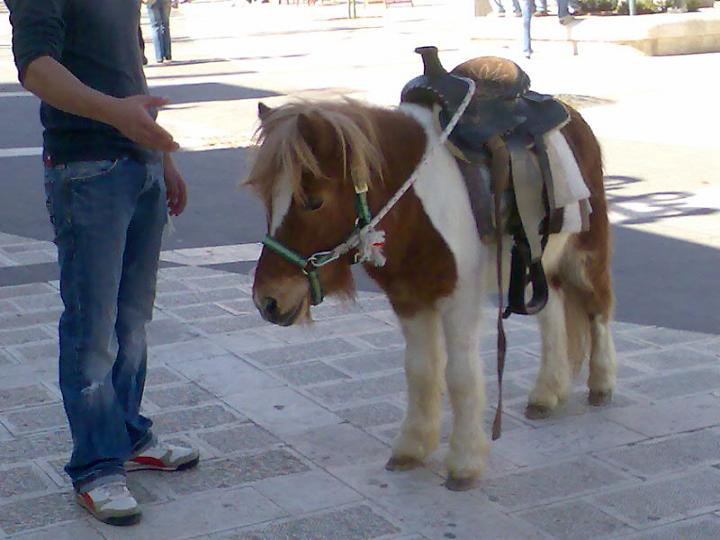
Lichtfuchs mit Tobianoscheckung
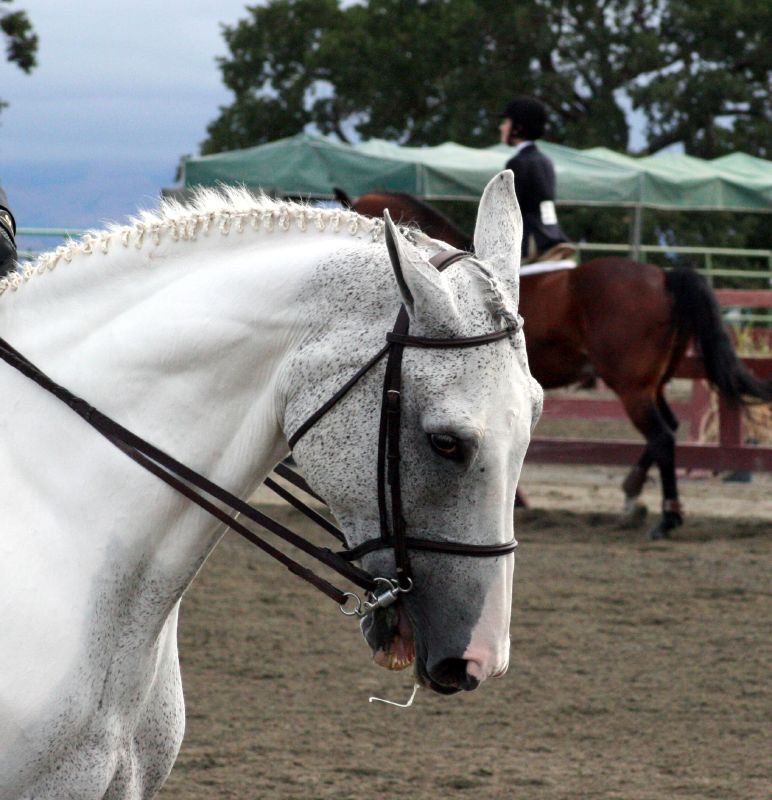
Fliegenschimmel mit Tobianoscheckung (Porzellanschecke)
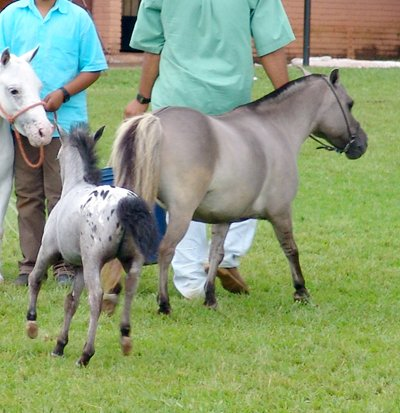
Stute: Mausfalbe; Fohlen: Mausfalbe mit Tigerscheckung

Im Gegensatz zu den Plattenscheckungen des Pferdes kommt die Tigerscheckung, wie sie beispielsweise beim Appaloosa auftritt, nicht durch Leuzismus zustande, sondern wird durch eine Mutation eines Ionenkanals ausgelöst.

## Variationen in der Ausprägung der Scheckung
Allen Scheckmustern ist gemeinsam, dass sie sich von Tier zu Tier deutlich in ihrer Ausprägung unterscheiden und oft vom minimalen Schecken, der wie ein Pferd ohne Scheckzeichnung mit deutlichen Abzeichen aussieht, bis zum völlig weißen Pferd reichen können.

### Minimale Schecken
| |        |                                                       |                                                                            |                                                       |
| Minimaler Tobiano: Wenn ein Pferd vier weiße Beine und ein dunkles Gesicht hat, ist es oft ein minimaler Tobiano. | Sabino | Ein minimaler Splashed white Overo könnte so aussehen | Tigerschecke: Schneeflockentiger (Weiße Mähne kommt durch ein anderes Gen) | Minimaler Frame-Overo – man beachte den Fleck am Hals |

Minimale Schecken sind Pferde, die zwar eines der Gene tragen, die für die typischen Scheckzeichnungen verantwortlich sind, aber nicht gescheckt sind.
Bei einigen Scheck-Genen, wie dem Sabino und dem Splashed white Overo, sind Tiere, die das Gen nur einmal tragen, also heterozygot sind, fast nie wirklich gescheckt.
Bei der häufigsten Scheckung, der Tobianoscheckung, spielt es dagegen keine Rolle, ob ein Tier homo- oder heterozygot ist – in beiden Fällen sind minimale bis maximale Schecken möglich.
Einfarbige Tigerschecken sind meist heterozygot für das Gen.

### Deutlich ausgeprägte Schecken
|        |         |                |                          |
| Sabino | Tobiano | Splashed White | Tigerschecke: Schabracke |

Die Tigerscheckmuster sind bei heterozygoten Tieren meist schwächer ausgeprägt als bei homozygoten Tieren.

### Schecken mit viel Weiß
|                         |             |         |                                   |                                       |
| Tigerschecke: Volltiger | Frame Overo | Tobiano | Überlagerung mehrerer Scheckungen | Vermutlich Tobiano und Splashed white |

### Maximale Schecken

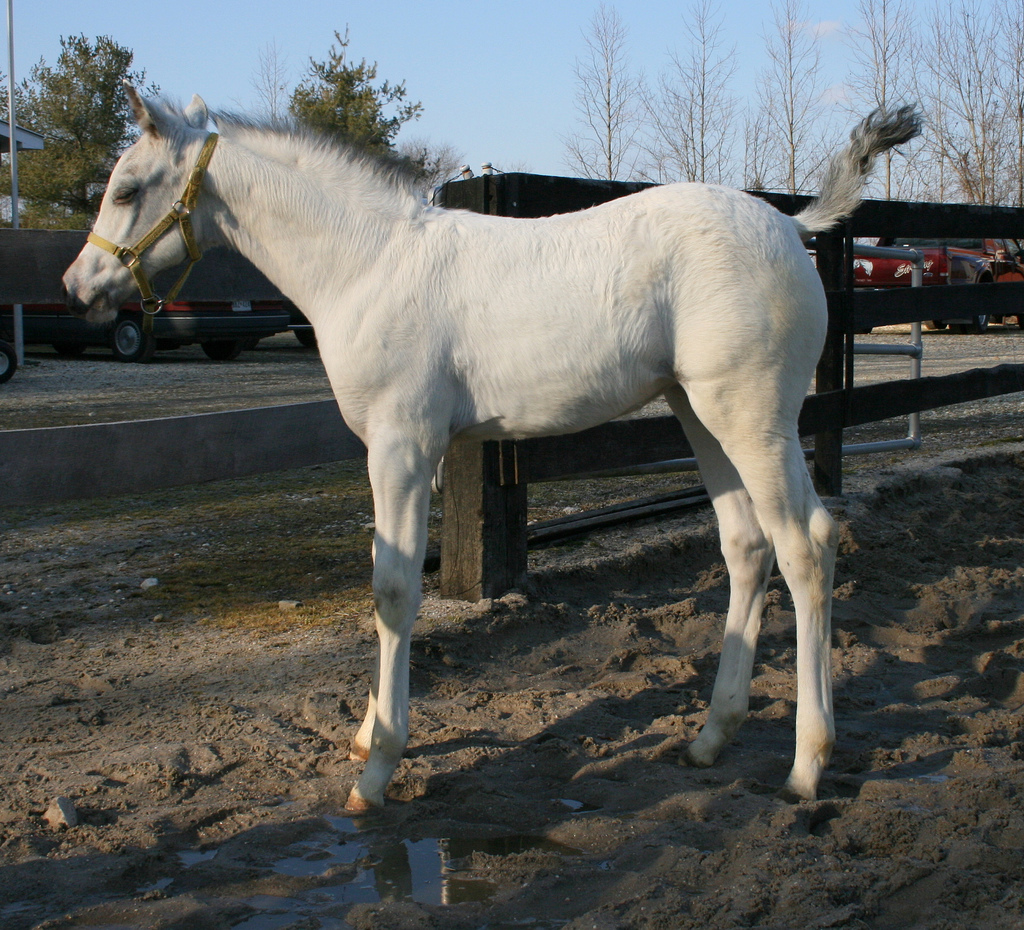
Weißgeborener Appaloosa – die maximale Ausprägung der Tigerscheckung

Als Maximale Schecken bezeichnet man Pferde, die aufgrund von Scheck-Genen völlig weiß sind. Ein heterozygotes Pferd kann zufällig vollständig von einem weißen Fleck bedeckt sein.
Häufiger sind homozygote Tiere völlig weiß, beispielsweise sind homozygote Tigerschecken oft völlig weiß, meist aber gesund. Traurige Berühmtheit hat dagegen die homozygote Rahmenschecken-Zeichnung erlangt: Fohlen, die dieses Gen doppelt haben, sind vollständig weiß und sterben innerhalb der ersten Lebenstage aufgrund einer Kolik.
Unter Pferden mit mehreren verschiedenen Scheck-Genen sind häufiger völlig weiße Tiere zu finden als unter Pferden mit nur einem dieser Gene.

### Überlagerung mehrerer Scheckmuster, Abzeichen können auch unabhängig vererbt werden

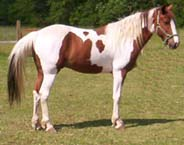
Diese Scheckzeichnung ist eine Tobianozeichnung, doch die breite Blesse im Gesicht wird nicht durch das Tobianogen hervorgerufen, sondern entweder durch ein anderes Scheck-Gen oder durch ein Gen, das Abzeichen verursacht.

Wenn sich mehrere Scheckmuster überlagern, ist die resultierende Scheckung oft schwer einzuordnen. Pferde mit einem Tobiano-Gen und einem Frame-Overo-Gen zeigen häufig eine typische Tobianoscheckung.
Da es einige Gene für weiße Abzeichen im Gesicht und an den Beinen gibt, die für sich alleine weder in homo- noch in heterozygoter Form zu Scheckungen führen können, kann man von weißen Abzeichen nicht immer auf Scheckungsgene schließen.
Auf dem cKit-Locus liegt das Gen für Tobianoscheckung, das für Sabinoscheckung, das für dominant weiße Farbe und für die Stichelhaarigkeit. Da Pferde einen doppelten Chromosomensatz haben, können sie von diesen vier Genen höchstens zwei verschiedene oder eines dieser vier Gene homozygot haben.
Dagegen liegen die Frame-Overo-Scheckung (EDRNB) und die Tigerscheckung (alle bekannten Leuzismus-Loci ausgeschlossen) jeweils auf einem anderen Genort und können beliebig mit den obigen vier Genen kombiniert werden.

#### Pintaloosa: Tigerscheckung kombiniert mit Tobianoscheckung
Wenn ein Pferd sowohl das Tobiano- als auch das Tigerscheck-Gen hat, entsteht ein als Pintaloosa bezeichnetes Pferd. Ein Pintaloosa hat gewöhnlich stark ausgeprägte weiße Abzeichen an den Beinen und Flecken, die sich von oben nach unten ziehen, also eher senkrecht als waagerecht verlaufen. Beides sind typische Tobianomerkmale. Das Tigerscheckenerbe ist manchmal schwer zu erkennen und macht sich nur dadurch bemerkbar, dass das Weiße im normal geöffneten Auge sichtbar ist. Wenn es deutlicher hervortritt, können alle Zeichnungsmerkmale des Tigerscheckenkomplexes auftauchen. Das Pferd kann also dunkle Haut unter weißem Fell, weiße Schneeflocken, kleine schwarze runde Flecken auf weißem Grund und weiße Stichelhaare, die im Laufe des Lebens mehr werden, haben. Da bei beiden Scheckungsgenen der Kopf zu den letzten Körperteilen gehört, die weiß werden, haben Pintaloosas relativ oft einen dunklen Kopf.

#### Tovero
Der Tovero wird meist mit „Mischung aus Overo- und Tobianoscheckung“ erklärt. Oft werden nur diejenigen Tiere eingeordnet, die man für Overos, aber nicht für Tobianos halten kann. Genetisch haben wesentlich mehr Tiere zusätzlich zum Tobianogen eines der Overo-Gene, als in der Praxis als Toveros bezeichnet werden.

## Rassen und Farbzuchten
Für Appaloosa und Colorado Ranger ist die Tigerscheckung typisch. Clydesdales sind durchweg Sabinos. Der Lewitzer zeigt immer eine Tobianoscheckung.

### Pinto

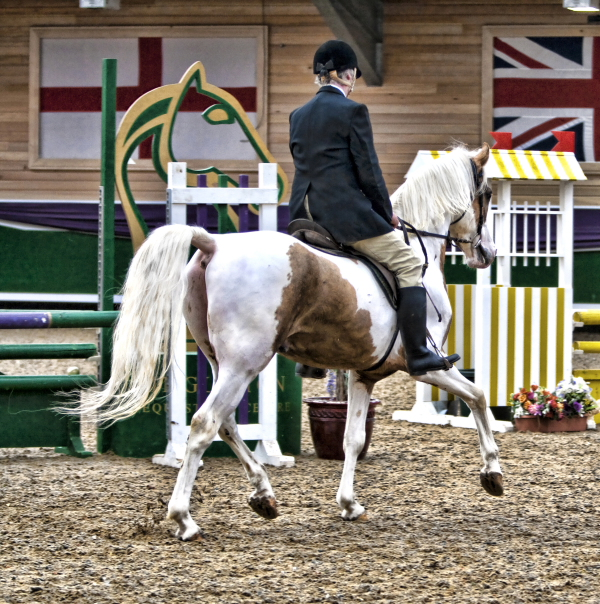
Araberpinto

Als Pinto (span.: „bemalt, gescheckt“) bezeichnet man ein Pferd, dessen Fell eine eindeutige Plattenscheckung zeigt. Der Pinto ist keine Rasse, sondern eine Farbzucht. Das Zuchtziel schreibt für den Pinto eine Mindestgröße des Flecks von 500 cm² vor, falls das Tier nur eine einzige Fellstelle mit von der Grundfarbe abweichender Färbung hat. Bei zwei Flecken reduziert sich die geforderte Größe auf je 200 cm², bei drei auf je 100 cm². Nicht mitgerechnet werden dabei die Bereiche unterhalb der Sprunggelenke und die Kopfabzeichen. Im Gegensatz zum Paint Horse, dessen Farben ähnlich sind, das seiner Abstammung nach jedoch ein American Quarter Horse sein muss, kann ein Pinto aus jeder Rasse gezüchtet werden. Auch beim Pinto unterscheidet man die Fellzeichnung in den oben beschriebenen Overo und den Tobiano. Wegen der ungewöhnlichen Farbzusammenstellung waren Pintos bei den amerikanischen Indianern beliebt. Verwendung finden sie heute vor allem als Allround-Reitpferd, als Fahrpferd, Westernreitpferd und Showpferd.
Unter Züchtern unterscheidet man zwischen verschiedenen Unterarten, so zum Beispiel den Araberpinto, der wie ein gescheckter Araber aussehen soll, den Pinto Hunter, einem korrekten, großlinigen Reitpferd mit schwungvollen elastischen Bewegungen, den Stocktyp Pinto, der besonders fürs Western- und Freizeitreiten geeignet ist und den Pinto Tinker, der deutliche Kaltblütermerkmale zeigt.
Außerdem gibt es den aus den Niederlanden stammenden Barockpinto, der besonders geeignet für die Hohe Schule ist. Er ist freundlich, ausgeglichen, lernbereit und im Umgang und der Haltung eher unproblematisch. Barockpintos eignen sich zudem sowohl als klassisches Dressur- und Reitpferd als auch als Kutschpferd oder auch lediglich zu Freizeitzwecken. Als Zuchtgrundstock dieser in ganz Westeuropa verbreiteten und vor allem in den Niederlanden und Deutschland gezüchteten Pferde bedient man sich gängiger Barockpferderassen wie Lusitano, Andalusier, Berber, Hispano-Araber, Lipizzaner oder Friese. Für gewöhnlich stehen diese Warmblüter im Friesentyp und verfügen demnach eher über ein quadratisches Erscheinungsbild mit einem Stockmaß von etwa 160 cm, ihr Rücken ist kurz, die Kruppe ist gut abgerundet, sie haben eine breite, gut bemuskelte Brust. Typisch für Barockpferderassen ist auch der kräftige, leicht „ramsnasige“ (mit einem gewölbten Nasenrücken) Kopf. Dieser wird hoch getragen auf einem kräftigen und gut bemuskelten Hals.